# What Love Is
What Love Is ist eine US-amerikanische Filmkomödie aus dem Jahr 2007. Regie führte Mars Callahan, der auch das Drehbuch schrieb.

## Handlung
Die Handlung spielt am Valentinstag, vorwiegend in der Wohnung von Tom. Seine langjährige Freundin Sara machte kürzlich Schluss mit der Beziehung. Seine männlichen Freunde kommen und diskutieren über Beziehungen. Zu den Männern gehören genauso der angeberische Sal wie auch der homosexuelle Wayne und der glücklich verheiratete Ken.  Während die Männer sich unterhalten, kommen fünf Frauen, die später in das Badezimmer gehen, wo sie sich über Sex und Beziehungen unterhalten. Am Ende versammeln sich Männer und Frauen im Wohnzimmer.

## Kritiken
Peter Debruge schrieb in der Zeitschrift Variety vom 26. März 2007, der Film wirke wie ein „Off-Off-Broadway-Theaterstück“. Er könne sich dank der Besetzung einfach auf DVDs verkaufen, aber seine Chancen in den Kinos seien geringer.
Mark Olsen spottete in der Los Angeles Times vom 23. März 2007, der Film sei ein Film über Schmerz – über jenen Schmerz, die die Zuschauer erfahren würden. Er sei womöglich der am armseligsten durchdachte und am unpassendsten ausgeführte Kinofilm seit einer gewissen Zeit. Es gebe zu viele inhaltsarme Dialoge („there is too much chatty talk“, „empty calories of the dialogue“).
Die Zeitschrift The Hollywood Reporter vom 23. März 2007 spottete, jemand solle Mars Callahan sagen, was ein Film sei. Dieser Film sei „entmutigend schlecht“ („discouragingly bad“). Die Dialoge, die Charaktere und die Situationen seien „peinlich schlecht“. Am schlechtesten seien die Darstellungen von Matthew Lillard, der einen „unmöglichen Charakter“ spiele und von Cuba Gooding junior, der verloren wirke. Die Aussichten des Films in den Kinos seien geringer als die Intelligenz der meisten Charaktere.

## Hintergründe
Der Film wurde in Los Angeles innerhalb einer Woche gedreht. Er startete in ausgewählten Kinos der USA am 23. März 2007.